# Anita Felguth
Anita Felguth geborene Denker (* 13. Mai 1909 in Altona; † 21. Juni 2003 in Berlin) war eine deutsche Tischtennis-Nationalspielerin. Sie nahm an fünf Weltmeisterschaften teil.

## Nationale Erfolge
Bei den nationalen deutschen Meisterschaften stand Felguth meist im Schatten der Spielerinnen Hilde Bussmann und Astrid Krebsbach. Daher erreichte sie im Einzel 1933, 1934, 1936 und 1940 „nur“ den dritten Platz. 1935 unterlag sie im Endspiel Astrid Krebsbach, 1940 wurde sie im Doppel mit Hilde Bussmann Zweiter hinter den eingebürgerten Österreicherinnen Otti Graszl/Trude Pritzi.
Bei den Gaumeisterschaften siegte sie von 1933 mit der Mannschaft Berlins und 1934 bis 1936 dreimal in Folge mit Brandenburg. In der deutschen Rangliste belegte sie 1935 Platz zwei.
1959 spielte sie bei TTC Rot-Weiß Hamburg, später beim SC Charlottenburg.

## Internationale Erfolge
Ende 1931 gewann Denker ein internationales Turnier in Paris im Einzel und im Mixed mit dem Ungarn Miklós Szabados. 1933 belegte sie bei den internationalen deutschen Meisterschaften Platz drei, zwei Jahre später kam sie zusammen mit Astrid Krebsbach im Doppel ins Endspiel.
Von 1932 bis 1936 wurde sie für alle fünf Weltmeisterschaften nominiert, 1932 und 1933 jedoch nur für die Individualwettbewerbe. Ihr größter WM-Erfolg war die Mannschafts-Goldmedaille 1934 sowie bei der gleichen WM die Vizemeisterschaft im Doppel mit Astrid Krebsbach hinter den Ungarinnen Mária Mednyánszky/Anna Sipos. Im Einzel kam sie 1932 und 1935 ins Achtelfinale. Im Doppel erreichte sie dreimal das Halbfinale, nämlich 1932 mit Magda Gál, 1933 mit Annemarie Schulz und 1935 mit Astrid Krebsbach. Mit dem deutschen Team kam sie 1936 auf Platz zwei und 1935 auf Platz drei. 1933 erreichte sie im Mixed mit Heinz Nickelsburg noch das Viertelfinale.
Insgesamt bestritt Felguth von 1933 bis 1936 15 Länderspiele.

## Ergebnisübersicht bei den Weltmeisterschaften
| Jahr | Ort    | Einzel                                                      | Doppel | Mixed |
| ---- | ------ | ----------------------------------------------------------- | --- | --- |
| 1932 | Prag   |                                                             | Bronze mit Magda Gál (HUN) | letzte 32 mit Manfred Feher (AUT)                                                                             |
| 1932 | Prag   | 1 Emiline Racz (HUN) 0 Marie Šmídová (TCH)                  | Freilos 1 Müller-Rüster/Annemarie Hähnsch (GER) 0 Anna Braunová/Marie Šmídová (TCH)                                                                         | 0 Victor Barna/Anna Sipos (HUN)                                                                               |
| 1933 | Baden  |                                                             | Bronze mit Annemarie Schulz (GER) | Viertelfinale mit Heinz Nickelsburg (GER)                                                                     |
| 1933 | Baden  | 0 Magda Gál (HUN)                                           | Freilos 1 Gertrude Wildam/Lili Forbath (AUT) 0 Emiline Racz/Magda Gál (HUN)                                                                                 | 1 Arnold Oschin/Eltermanis (LAT) 1 Fleischmann/Lili Forbath (AUT) 0 Nikita Madjaroglou/Annemarie Schulz (GER) |
| 1934 | Paris  |                                                             | Silber mit Annemarie Schulz (GER) | |
| 1934 | Paris  | unbekannt                                                   | 1 unbekannt ... 0 Mária Mednyánszky/Anna Sipos (HUN) | unbekannt |
| 1935 | London |                                                             | Bronze mit Astrid Krebsbach (GER) | mit Georg Kutz (GER)                                                                                          |
| 1935 | London | Freilos 1 Aartje Kappelhoff (NED) 0 Marcelle Delacour (FRA) | 1 Nora Norrish/Joyce Bartholomew (ENG) 1 E. Yeates/Helen Ovenden (IRL/USA) 1 Valerie Bromfield/Constance Wheaton (ENG) 0 Mária Mednyánszky/Anna Sipos (HUN) | 0 James McClure/Helen Ovenden (USA)                                                                           |
| 1936 | Prag   |                                                             | Viertelfinale mit Annemarie Schulz (GER) | letzte 32 mit Georg Kutz (GER)                                                                                |
| 1936 | Prag   | 1 Jessie Purves (USA) 0 Magda Gál (HUN)                     | 1 Ida Ferenczy/Ilona Király (HUN) 0 Marie Kettnerová/Marie Šmídová (TCH)                                                                                    | 0 László Bellák/Ida Ferenczy (HUN)                                                                            |

## Privat
Anita Denker (Geburtsname) heiratete am 13. Mai 1932 Arthur Felguth, der 1946 den ersten Kinder- und Jugendbuchverlag (Felguth-Verlag) West-Berlins in der Nachkriegszeit gründete. Seitdem lebte Anita Felguth in Berlin. Aus der Ehe gingen zwei Töchter und ein Sohn hervor. Vor ihrer Heirat spielte sie unter ihrem Geburtsnamen Anita Denker.

## Herkunft des Namens
Der Name Felguth leitet sich vermutlich ab aus Feld und guth, was gute Felder bedeutet. Er ist zurückzuführen auf bäuerliche Vorfahren von Arthur Felguth.